# Capilla de la Balesquida
La capilla de la Balesquida es una pequeña capilla urbana española de la ciudad de Oviedo, Principado de Asturias, situada en un lado de la plaza de Alfonso II el Casto frente a la Catedral y haciendo esquina con la Plaza Porlier. 

## Denominación

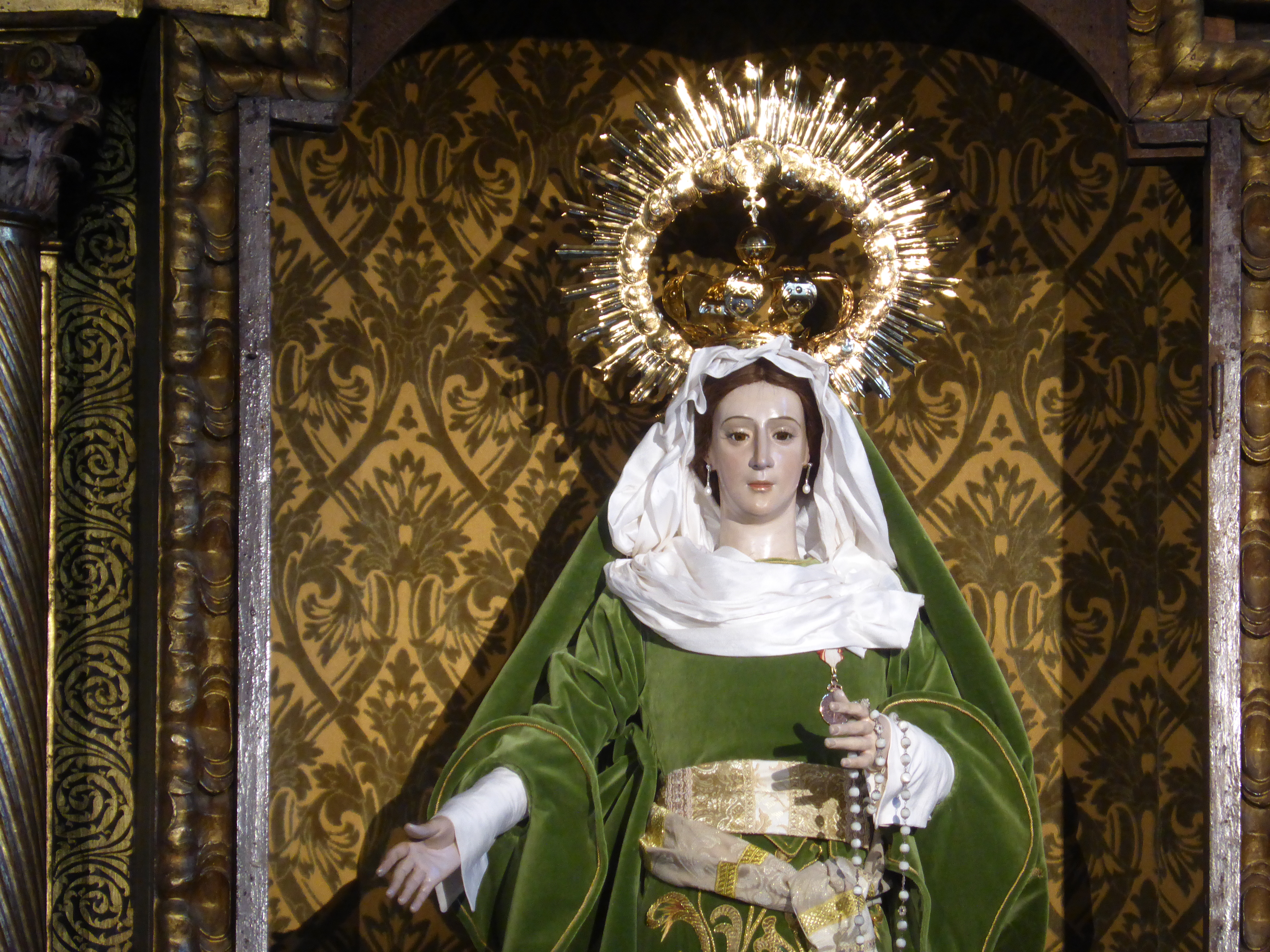
Imagen de la Virgen de la Esperanza, del

Es el lugar de culto y sede de la Cofradía de la Balesquida, fundada en 1232 tras la donación testamentaria de un hospital para peregrinos y ciudadanos y otras propiedades para el mantenimiento del mismo, a la cofradía de alfayates o sastres de la ciudad de Oviedo, por parte de la noble ovetense Doña Velasquita o Balesquida Giráldez, gran benefactora de la ciudad durante el siglo XIII, por quien toma el nombre tanto la cofradía como la capilla. Este origen en la cofradía de sastres se recuerda hoy en día con la presencia de unas tijeras en el balcón de esquina de la capilla, como se puede ver en la foto.
La capilla está dedicada a la Virgen de la Esperanza. 

## Descripción

### Arquitectura

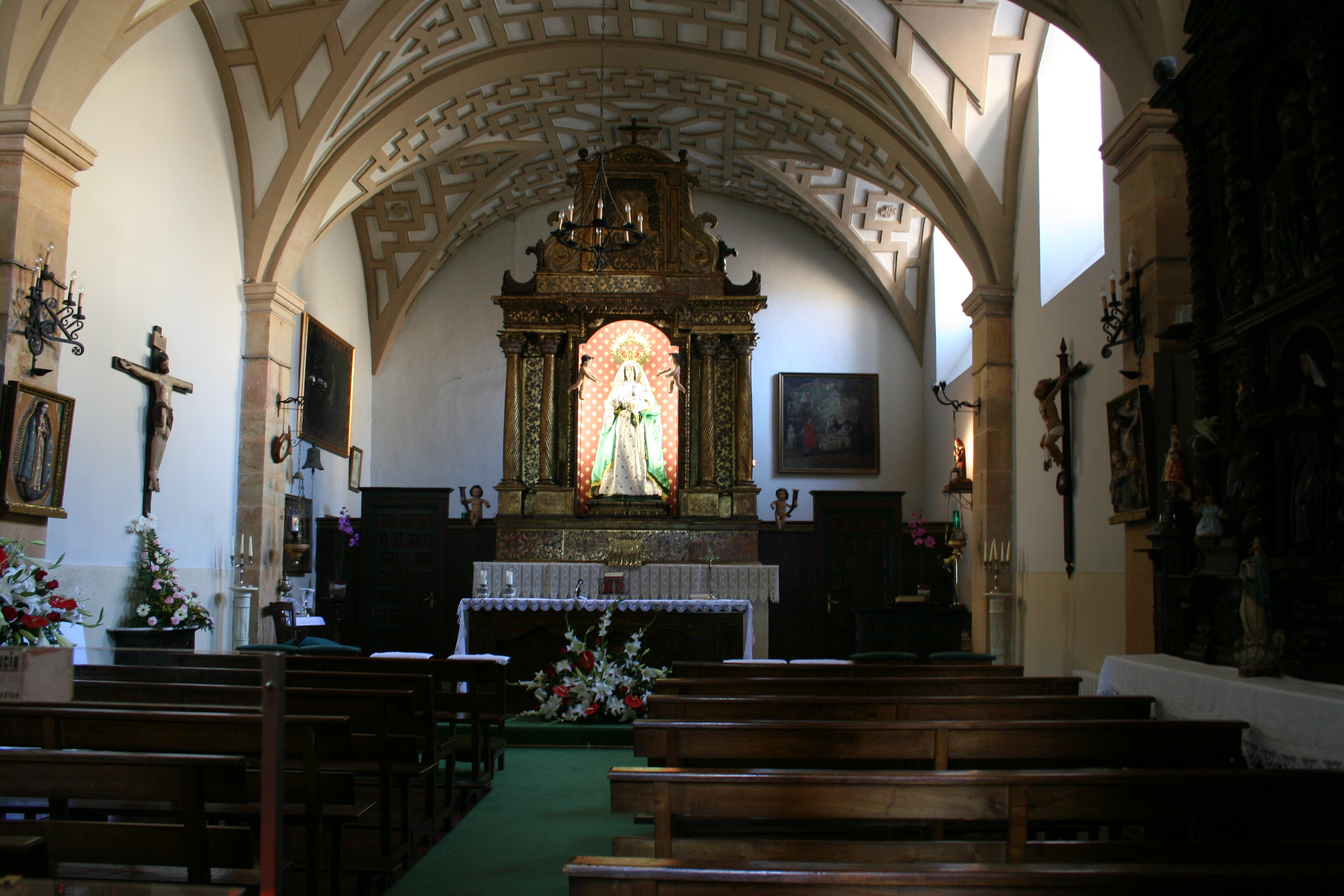
Interior de la capilla

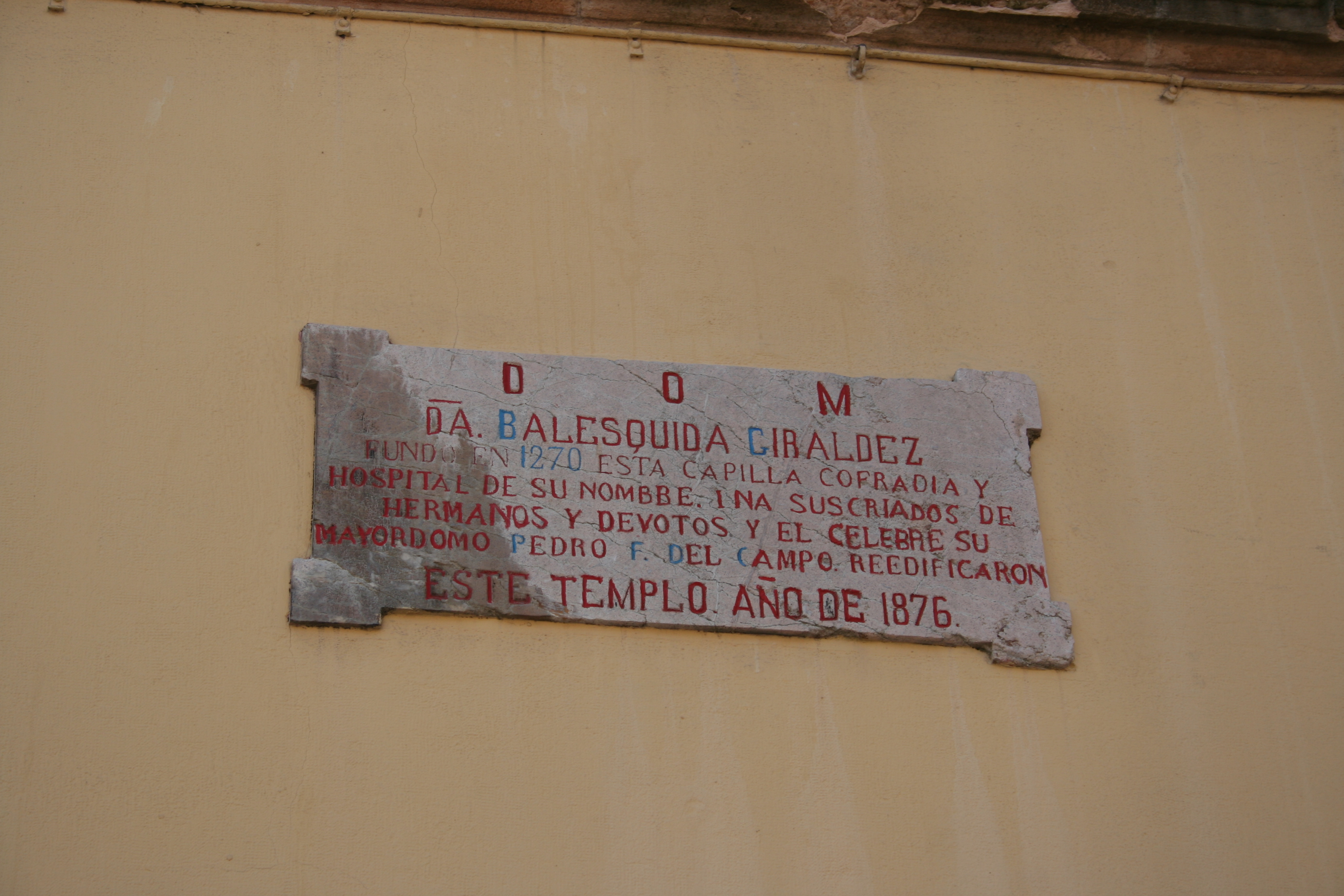
Placa en la fachada de la capilla

La capilla actual es de una única nave rectangular de 14 x 7 metros con bóveda de cañón sobre arcos fajones y seis lunetos, atrio empedrado de entrada y puerta al exterior de medio punto. Es de estilo barroco, según proyecto de 1725, habiéndose reconstruido de nuevo en 1876, tal y como reza una plaza colocada en el exterior de la capilla. La última reforma de la capilla tuvo lugar en 1952 y afectó fundamentalmente a su distribución interna. Desde principios del siglo XXI se vienen restaurando los diferentes elementos decorativos que contiene.

### Decoración
La parte principal de la decoración de la capilla son sus tres retablos, uno mayor y dos laterales.
El retablo mayor data del siglo XVII, de estilo barroco, aloja la hornacina central en dónde se encuentra la imagen de la Virgen de la Esperanza, la cual está enmarcada por dos pares de columnas doradas, con capiteles corintios. El retablo está rematado por un relieve que representa al Espíritu Santo. La imagen de la virgen, del siglo XVIII, está flanqueada por dos ángeles y su atuendo son donaciones de la cofradía y otros devotos. Lleva asimismo la Medalla de Oro de la Ciudad de Oviedo concedida por el Ayuntamiento el 25 de mayo de 1952. El retablo fue restaurado en 2002.
El retablo del lado del evangelio, está dedicado a San Judas Tadeo. La imagen del santo, es de madera policromada del siglo XVIII, y está enmarcada por dos estípites que soportan el remate del retablo. Fue restaurado en 2006 pudiéndose recuperar la policromía de la imagen.
El tercer retablo está dedicado a San Bernardo de Claraval. Consta de dos pisos y tres calles separadas por columnas salomónicas. En origen cada uno de los pisos era un retablo separado y fueron unidos en 1952. Es también de estilo barroco, de los siglos XVII y XVIII. En el piso superior se encuentran las imágenes de San Bernardo, en el centro, y a los lados las imágenes de San Antonio y San Eulogio, también llamado San Sebastián. En el piso inferior está en el centro Santa Brígida, titular de un desaparecido retablo al que habría pertenecido la imagen de San Eulogio, y en los lados San José y el Niño y San Francisco. Todas son de madera policromada y fechadas en los siglos XVII y XVIII salvo la de San Eulogio que es el siglo XVI.
En el testero de la capilla se encuentran dos cuadros que representan dos momentos de la vida de San Bernardo, Nombramiento de San Bernardo como abad de Claraval y La Virgen María, San Benito y San Lorenzo intercediendo por la salud de San Bernardo. Ambos son obra del pintor ovetense Francisco Reiter activo a finales del siglo XVIII. Además de estas pinturas dedicadas a San Bernardo, se pueden encontrar en el segundo tramo de la nave unos relieves en madera policromada de estilo barroco popular que relatan la aparición de Cristo cucificado a San Bernardo.
En una repisa en el presbiterio, en un lugar destacado, está colocada una imagen de la Virgen con el Niño, talla del gótico temprano, del siglo XIII, de madera policromada.

## Galería

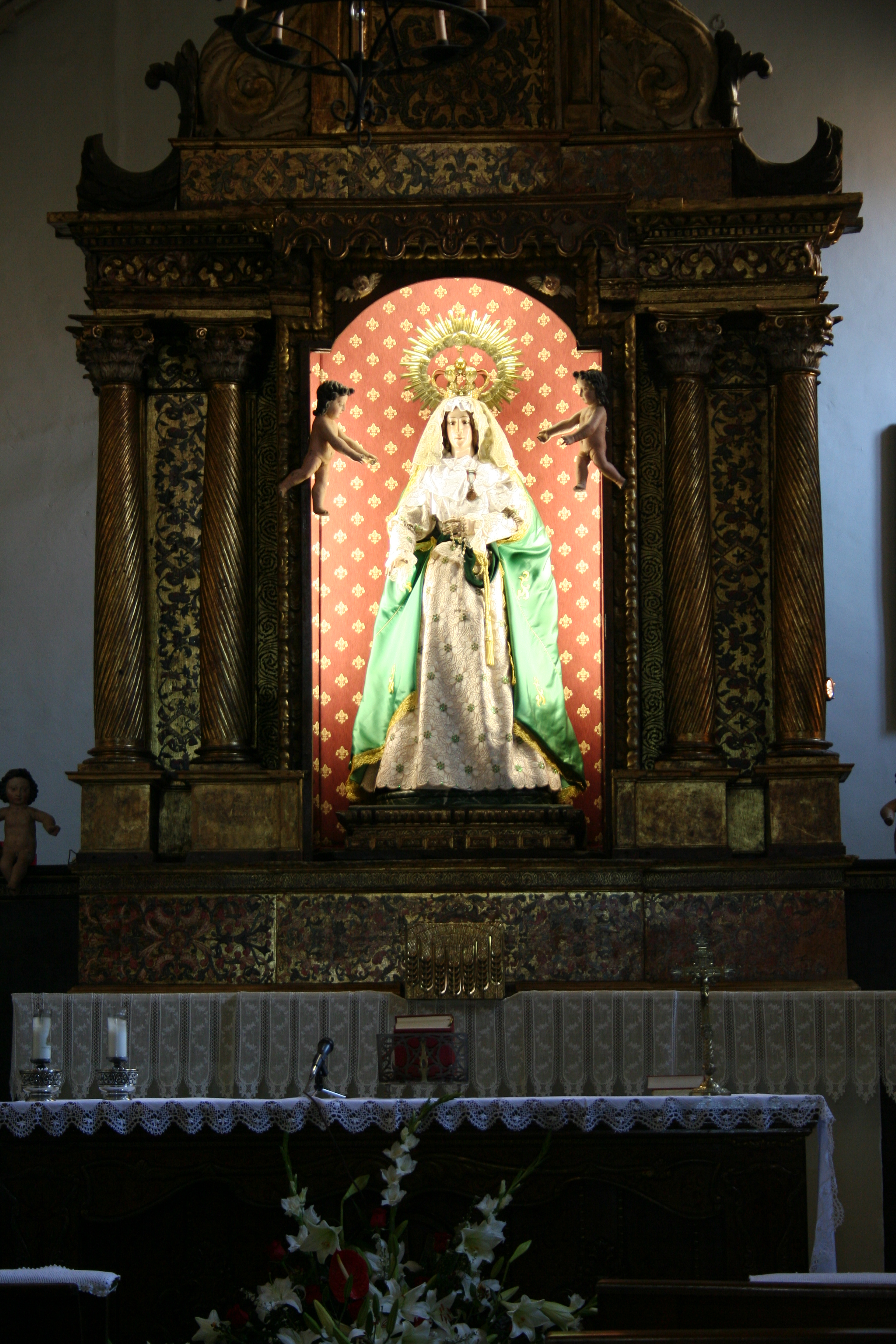
Imagen de la Virgen de la Esperanza.